# Selver
Selver (произн. Се́львер) — эстонская торговая сеть. Акционерное общество Selver AS является дочерним предприятием акционерного общества Tallinna Kaubamaja Grupp AS, которое в свою очередь входит в концерн NG Investeeringud OÜ . Дочернее предприятие Selver AS — Kulinaaria OÜ. Официальный адрес Selver AS: Пярнуское шоссе 238, Таллин.
Основной капитал предприятия составляет 1 405 800 евро, держателем акционерной книги является Nasdaq CSD SE. Официальная дата основания предприятия — 25 августа 1995 года. Численность работников по состоянию на 30 июня 2021 года — 3 402 человека.
Девиз торговой сети: «Сельвер — хорошая идея» (эст. Selver. Hea mõte). Другой девиз, используемый в звуковой и визуальной рекламе — «У храброго волка грудь толстая» (эст.  Julge hundi rind on rasvane).

## История
1995 год является годом создания торговой сети Selver. Тогда в таллинском районе Ласнамяэ, по адресу улица Пунане 46, был открыт магазин Punane Selver. 2002 год стал годом активного развития и расширения, когда Selver удвоил число своих магазинов и вышел за пределы столицы. Вторым активным годом был 2005 год – были открыты ещё 9 магазинов Selver. Все магазины располагаются вблизи транспортных узлов.
В гипермаркете Kadaka Selver в апреле 2011 года впервые в Эстонии была принята в использование электронная система самообслуживания, которая носит название SelveEkspress. В настоящее время эта система работает во всех супермаркетах и гипермаркетах сети — всего в 54 магазинах по всей Эстонии.
В 2018 году доля компании Selver AS в сегменте розничной торговли в неспециализированных магазинах преимущественно продуктами питания составляла 17,5 % (3-е место).
В 2015 году был открыт интернет-магазин e-Selver. В октябре 2018 года в таллинском торговом центре «Järve Keskus», в специально построенном для этого складе площадью 1300 м2, был открыт Центр комплектации интернет-магазина e-Selver, который стал первым в своём роде в Балтийских странах.
Согласно проведённому эстонской фирмой Emor AS исследованию имиджа крупных предприятий, в 2019 году Selver занимал второе место среди продуктовых торговых сетей Эстонии.
По состоянию на конец 2020 года доля компании Selver в сегменте розничной торговли в неспециализированных магазинах составила 18,5 % (2-е место). Торговй оборот интернет-магазина в 2020 году вырос в 2,5 раза.
В результате расширения интернет-магазина e-Selver, с июня 2021 года он стал единственным в Эстонии интернет-магазином, который осуществляет курьерскую доставку во все уезды Эстонии (за исключением небольших островов). В Харьюмаа, Рапламаа, Тартумаа, Ляэне-Вирумаа, Пярнумаа и Ида-Вирумаа делать заказы в e-Selver можно ежедневно; в Ляэнемаа, Ярвамаа, Йыгевамаа, Пылвамаа, Вырумаа, Валгамаа, Сааремаа, Вильяндимаа и Мухумаа e-Selver доставляет заказы 3 дня в неделю, в Хийумаа – 2 дня в неделю. В интернет-магазине можно также заказать доставку домой крупной бытовой техники и другие технические товары.
Во всех магазинах торговой сети Selver для клиентов действует клиентская программа «Partner». При использовании карты Partner клиент получает один бонусный пункт с каждого потраченного в магазинах Selver евро; это означает, что клиент получает со всех покупок скидку 1 %.

## Магазины
Торговая сеть Selver включает в себя 72 магазина (в том числе 28 — в Таллине), из них 8 гипермаркетов, 43 супермаркета, 2 продуктовых магазина «Delice» и 19 малых магазинов (Selver ABC), а также кафе и автолавку на острове Хийумаа. Название каждого магазина «Selver» указывает на район или населённый пункт, где он располагается. В супермаркетах Selver в продаже продукты и товары первой необходимости, а также промышленные товары для дома и каждодневного использования. В гипермаркетах  Selver имеется более широкий выбор промышленных товаров. В магазинах Selver есть своя кухня Selveri Köök, принадлежащая предприятию Kulinaaria OÜ, которая предлагает салаты, кулинарные изделия и выпечку.  Selver также имеет ряд товаров, которые изготовлены специально для торговой сети и носят её торговую марку.
В октябре 2020 года Selver AS стал переводить магазины Comarket в новую концепцию небольших «магазинов у дома», которые получили название «Selver ABC».  Этот процесс был завершён в мае 2021 года: компанией Tallinna Kaubamaja Grupp были выкуплены 16 магазинов Comarket, а также магазин «Delice» в Виймси и продуктовый магазин в торговом центре «Solaris». Магазин Marja Comarket в Таллине, на улице Мустамяэ, компании пришлось закрыть, т. к. он располагался напротив супермаркета Marienthali Selver, а рядом открылся магазин торговой сети Grossi .

### Гипермаркеты

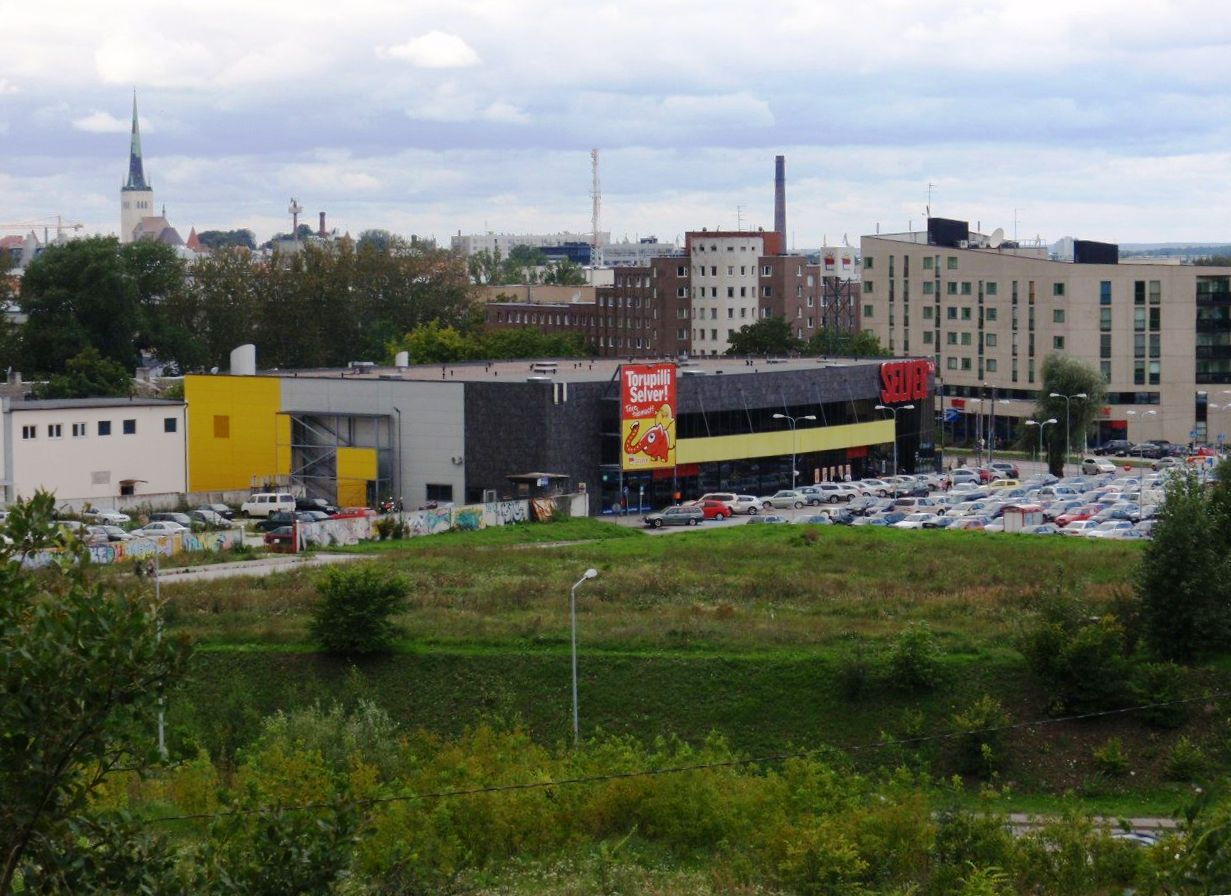
Torupilli Selver в микрорайоне Торупилли, Таллин

| Магазин          | Местонахождение              | Адрес                    | Торговая площадь, м² | Дата открытия |
| ---------------- | ---------------------------- | ------------------------ | -------------------- | ------------- |
| Kadaka Selver    | Таллин, микрорайон Кадака    | Улица Кадака 56А         | 4600                 | 08.10.1998    |
| Pirita Selver    | Таллин, микрорайон Пирита    | Улица Румму 4            | 4000                 | 23.05.2000    |
| Järve Selver     | Таллин, микрорайон Ярве      | Пярнуское шоссе 238      | 7000                 | 27.09.2000    |
| Tondi Selver     | Таллин, микрорайон Тонди     | Улица А. Х. Таммсааре 62 | 2800                 | 17.05.2001    |
| Torupilli Selver | Таллин, микрорайон Торупилли | Улица Везивярава 37      | 2800                 | 12.12.2002    |
| Peetri Selver    | Посёлок Пеэтри, волость Раэ  | Улица Веэсааре 2         | 3000                 | 14.11.2013    |
| Viimsi Selver    | Хаабнеэме, волость Виймси    | Улица Сыпрузе 15         | 2500                 | 13.08.2015    |
| T1 Selver        | Таллин, торговый центр «T1»  | Петербургское шоссе 2H   | 3500                 | 08.11.2018    |

### Супермаркеты

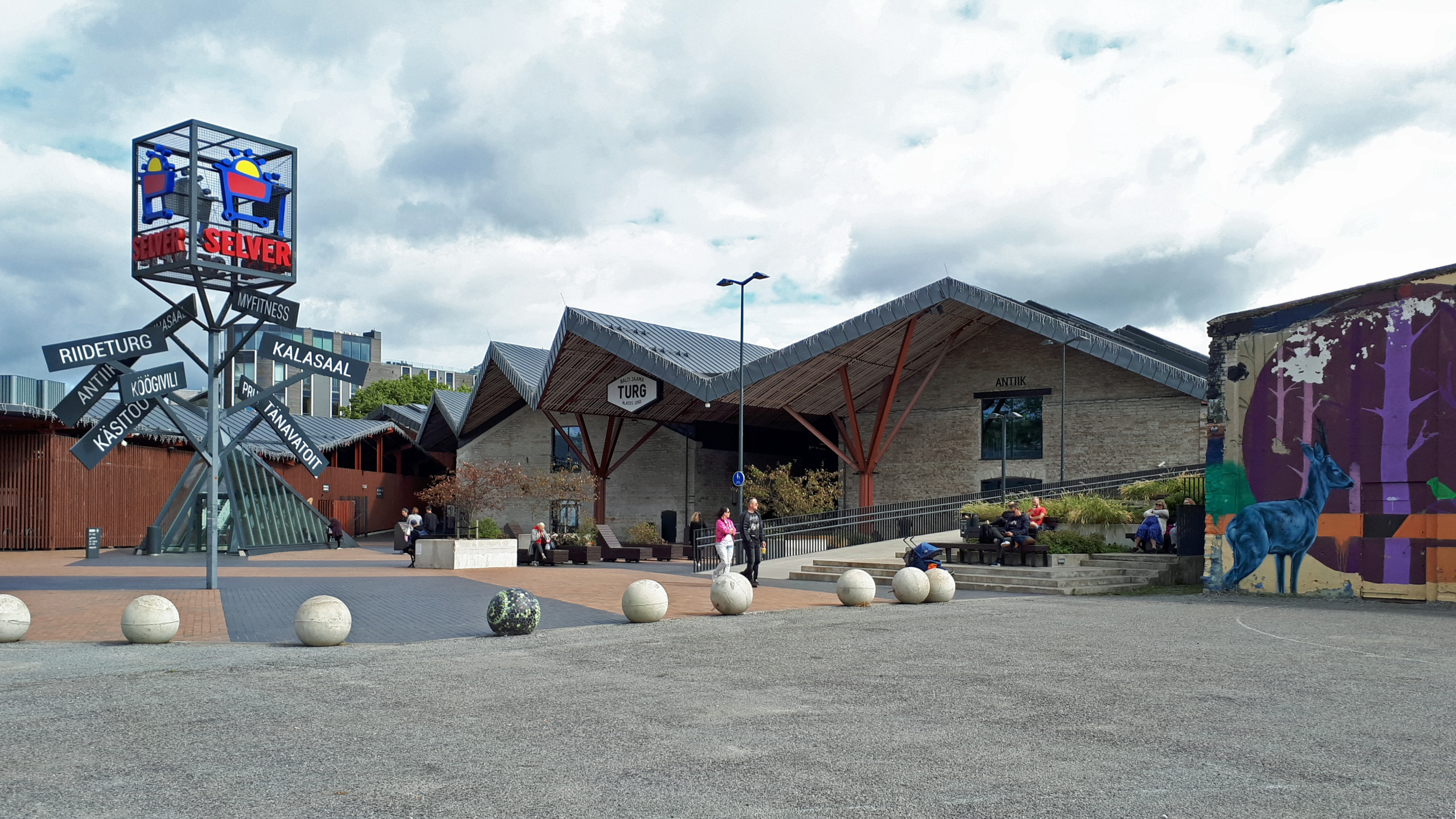
Balti jaama turu Selver на рынке Балтийского вокзала

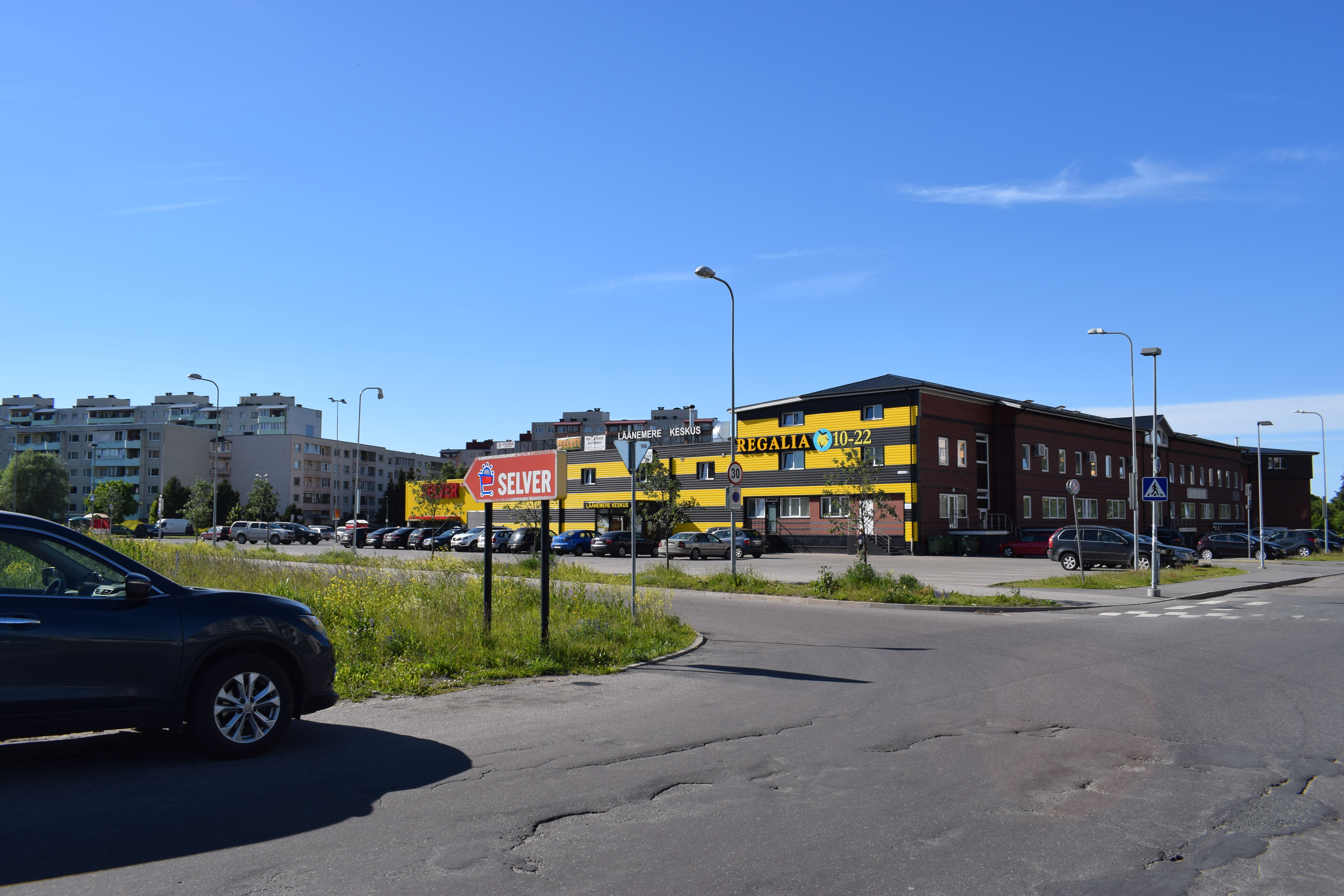
LäänemereSelver на ул. Ляэнемере в Таллине

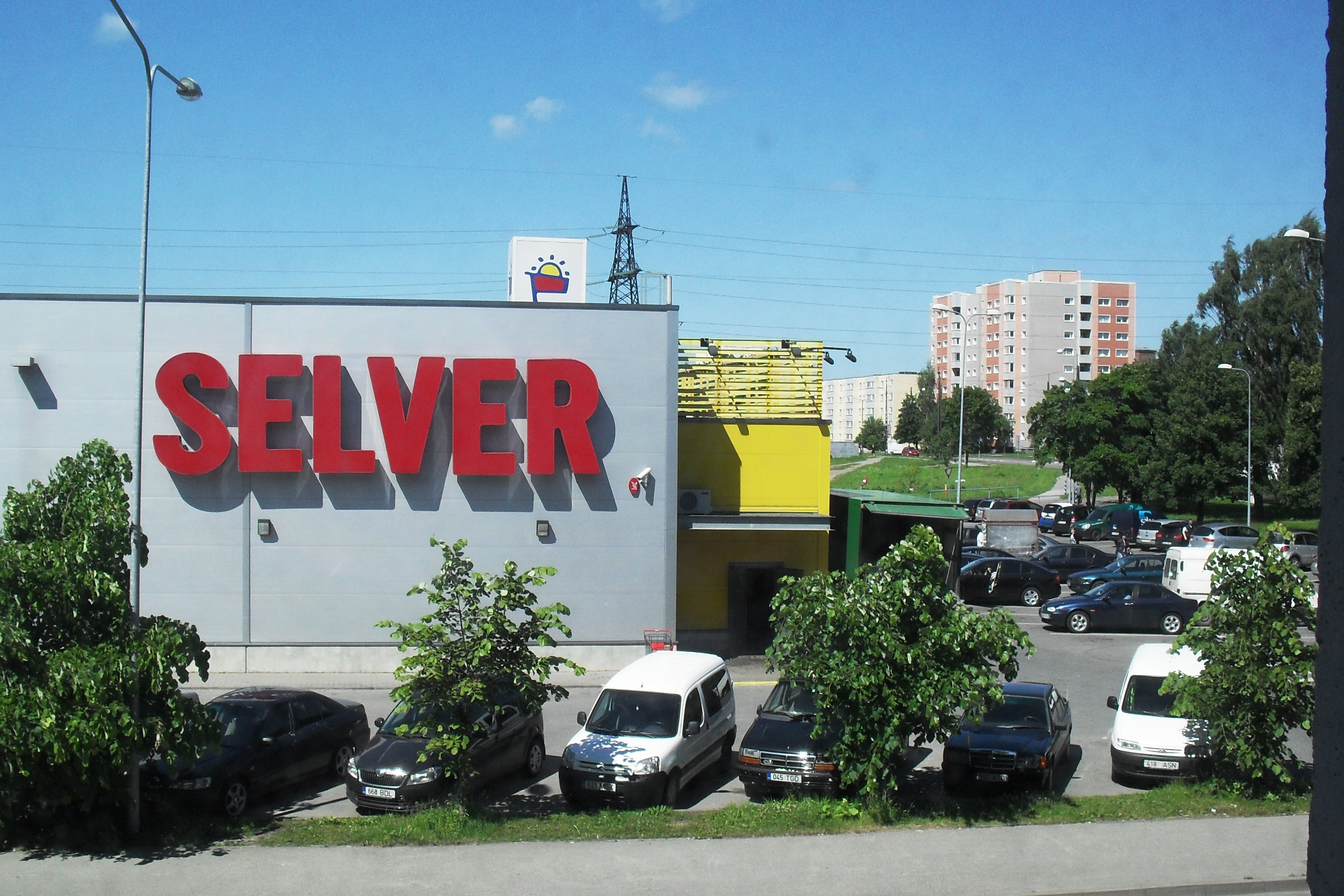
Pelgulinna Selver в микрорайоне Пелгулинн, Таллин

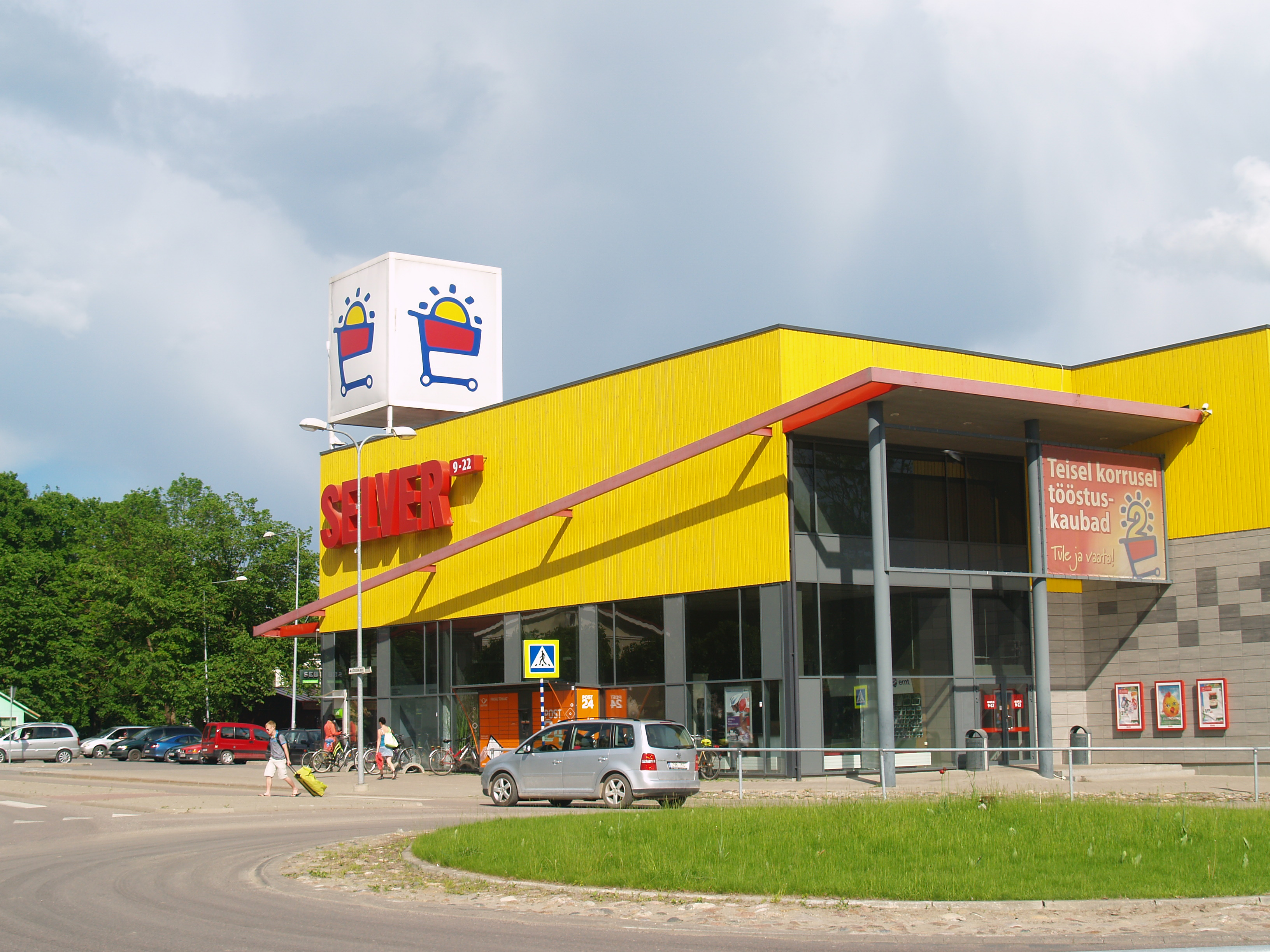
Põltsamaa Selver в Пылтсамаа

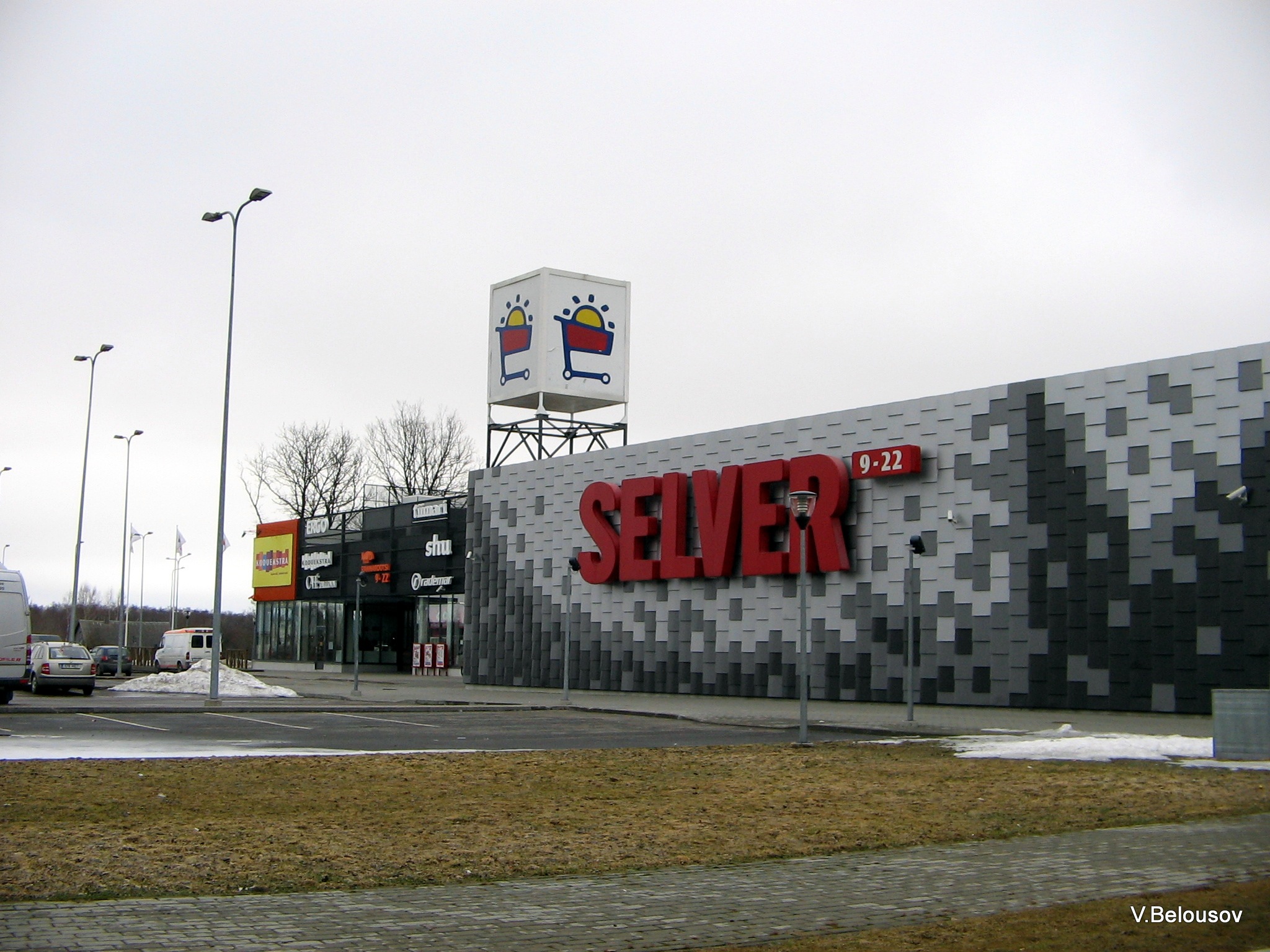
Rannarootsi Selver в Хаапсалу

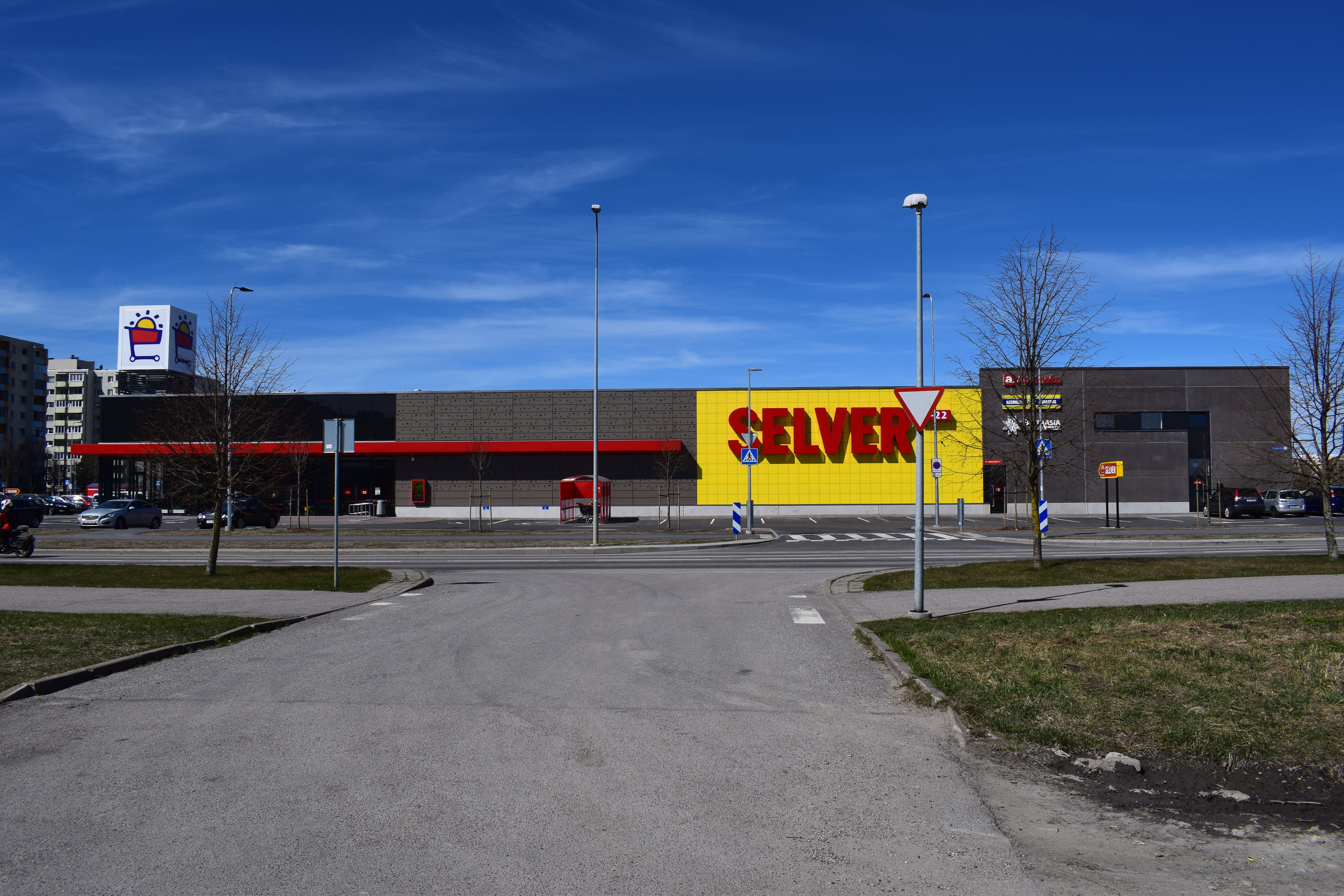
Tähesaju Selver на улице Тяхесаю, Таллин

| Магазин                 | Населённый пункт               | Адрес                          | Торговая площадь, м² | Дата открытия |
| ----------------------- | ------------------------------ | ------------------------------ | -------------------- | ------------- |
| Punane Selver           | Таллин                         | Улица Пунане 46                | 1000                 | 19.12.1995    |
| Mai Selver              | Пярну                          | Улица Папинийду 42             | 1500                 | 10.05.2002    |
| Merimetsa Selver        | Таллин                         | Палдиское шоссе 56             | 2300                 | 30.05.2002    |
| Krooni Selver           | Раквере                        | Улица Ф. Г. Адоффа 11          | 2300                 | 05.10.2002    |
| Männimäe Selver         | Вильянди                       | Рижское шоссе 35               | 1200                 | 17.10.2002    |
| Saare Selver            | Курессааре                     | Улица Таллинна 67              | 2000                 | 10.06.2004    |
| Anne Selver             | Тарту                          | Улица Калда 43                 | 3200                 | 26.05.2005    |
| Ringtee Selver          | Тарту                          | Улица Аардла 114               | 2300                 | 02.06.2005    |
| Suurejõe Selver         | Пярну                          | Улица Суур-Йыэ 57              | 2000                 | 18.08.2005    |
| Valga Selver            | Валга                          | Улица Рая 5                    | 1300                 | 15.09.2005    |
| Pelgulinna Selver       | Таллин                         | Улица Сыле 51                  | 1500                 | 29.10.2005    |
| Mustakivi Selver        | Таллин                         | Улица Мустакиви 3А             | 2000                 | 13.10.2005    |
| Sõbra Selver            | Тарту                          | Улица Сыбра 41                 | 1500                 | 08.12.2005    |
| Veeriku Selver          | Тарту                          | Улица Витамийни 1              | 3200                 | 15.12.2005    |
| Jõhvi Selver            | Йыхви                          | Нарвское шоссе 8               | 1400                 | 04.05.2006    |
| Jaamamõisa Selver       | Тарту                          | Улица Яама 74                  | 1400                 | 12.04.2007    |
| Jõgeva Selver           | Йыгева                         | Улица Кеск 3A/4                | 800                  | 19.06.2007    |
| Põltsamaa Selver        | Пылтсамаа                      | Йыгеваское шоссе 1А            | 1700                 | 18.12.2007    |
| Kohtla-Järve Selver     | Кохтла-Ярве                    | Улица Ярвекюла 68              | 1300                 | 13.03.2008    |
| Hiiumaa Selver          | Деревня Линнумяэ, уезд Хийумаа | Рехемяэ                        | 1900                 | 29.05.2008    |
| Marienthali Selver      | Таллин                         | Улица Мустамяэ 16              | 2000                 | 19.06.2008    |
| Põlva Selver            | Пылва                          | Jaama 12                       | 1000                 | 03.07.2008    |
| Ülejõe Selver           | Пярну                          | Таллинское шоссе 93А           | 1900                 | 24.07.2008    |
| Paide Selver            | Пайде                          | Улица Айявилья 4               | 1300                 | 28.08.2008    |
| Keila Selver            | Кейла                          | Улица Пийри 12                 | 2200                 | 20.11.2008    |
| Kakumäe Selver          | Таллин                         | Улица Раннамыйза 6             | 2000                 | 23.03.2009    |
| Rannarootsi Selver      | Ууэмыйза                       | Улица Раннароотси 1            | 1500                 | 26.03.2010    |
| Saku Selver             | Посёлок Саку                   | Улица Юкснурме 2               | 1800                 | 17.05.2012    |
| Vahi Selver             | Тарту                          | Улица Вахи 62                  | 1000                 | 13.12.2012    |
| Rapla Selver            | Рапла                          | Таллинское шоссе 4             | 1700                 | 20.12.2012    |
| Läänemere Selver        | Таллин                         | Улица Ляэнемере 28             | 1400                 | 07.03.2013    |
| Aardla Selver           | Тарту                          | Улица Выру 77                  | 1200                 | 20.06.2013    |
| Centrumi Selver         | Вильянди                       | Таллинское шоссе 22            | 1000                 | 01.11.2013    |
| Astri Selver            | Нарва                          | Таллинское шоссе 41            | 1700                 | 19.06.2014    |
| Kärberi Selver          | Таллин                         | Улица Кристьяна Кярбера 20/20А | 1300                 | 07.04.2016    |
| Arsenali Selver         | Таллин                         | Улица Эрика 16                 | 1500                 | 27.10.2016    |
| Maardu Selver           | Маарду                         | Улица Нурга 3                  | 1000                 | 01.12.2016    |
| Tähesaju Selver         | Таллин                         | Улица Тяхесаю 1/3              | 1500                 | 20.04.2017    |
| Balti Jaama Turu Selver | Таллин                         | Улица Копли 1                  | 1200                 | 19.05.2017    |
| Laagri Selver           | Таллин                         | Пярнуское шоссе 554            | 1800                 | 14.12.2017    |
| Kolde Selver            | Таллин                         | Улица Сыле 31                  | 1800                 | 22.11.2018    |
| Kagukeskuse Selver      | Выру                           | Улица Кооли 6                  | 1600                 | 26.03.2020    |
| Pärnu Keskuse Selver    | Пярну                          | Улица Лай 5                    | 1100                 | 19.03.2021    |

### МагазиныSelver ABC

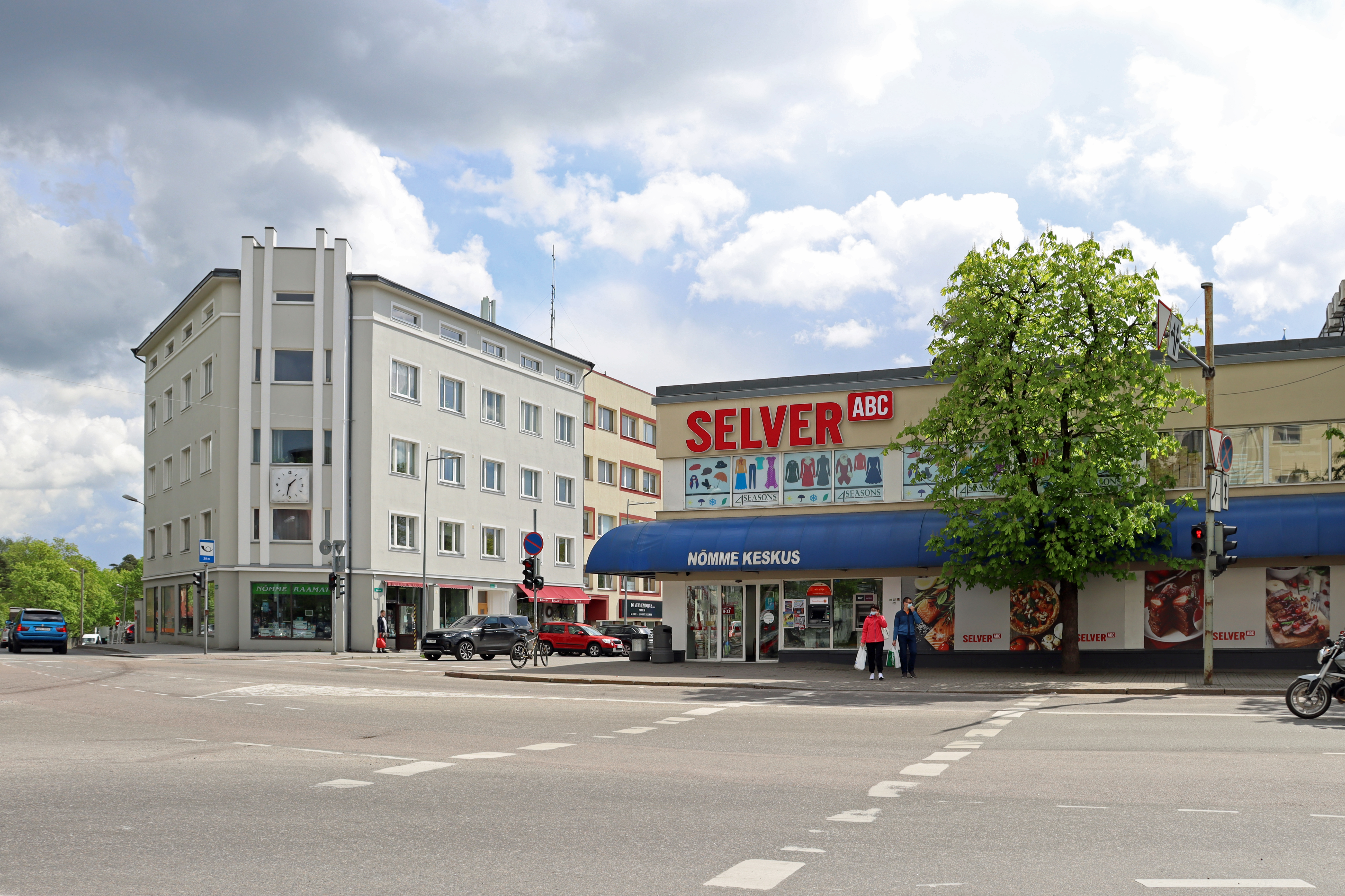
Selver ABC в районе Нымме, Таллин

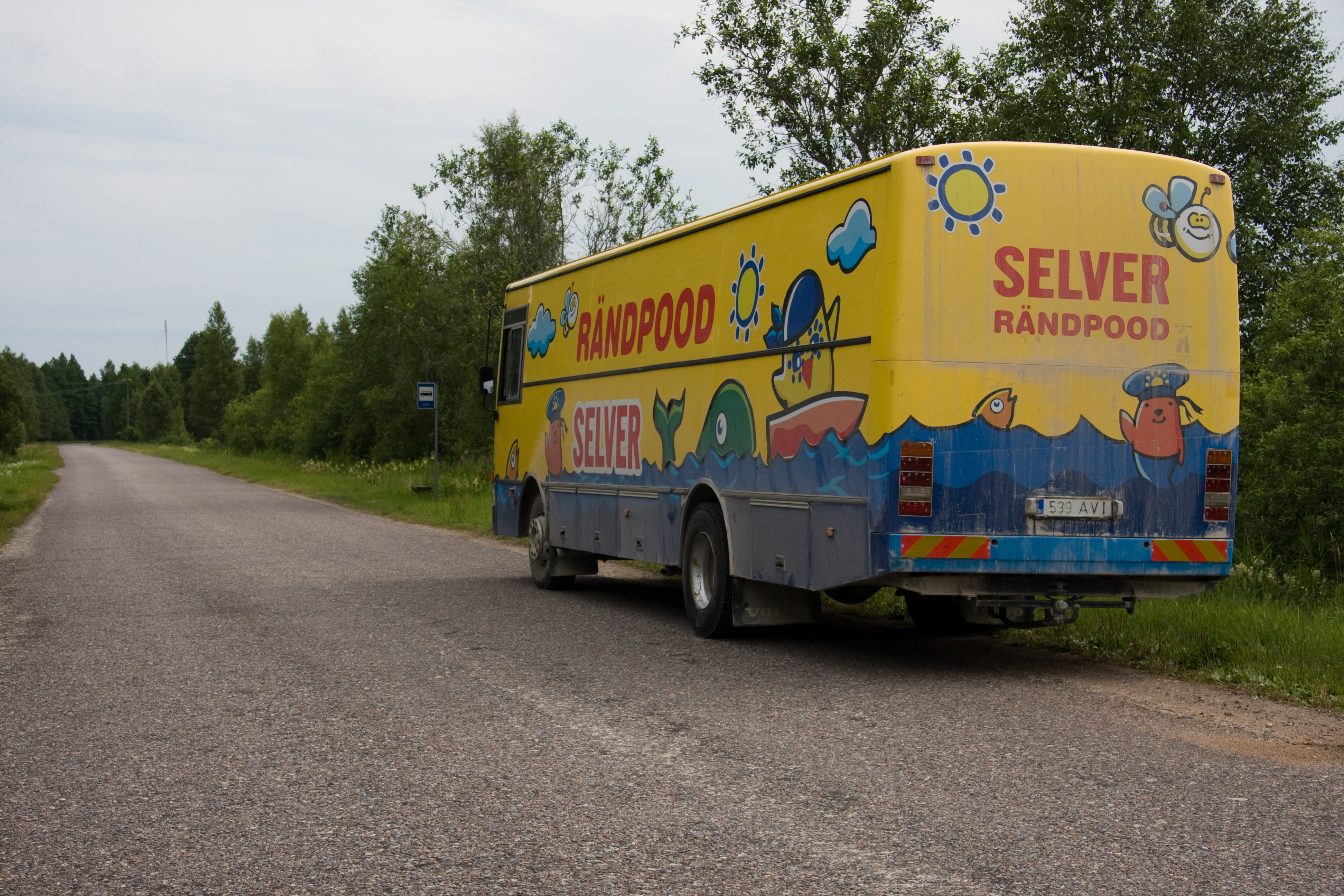
Автолавка Selver на Хийумаа

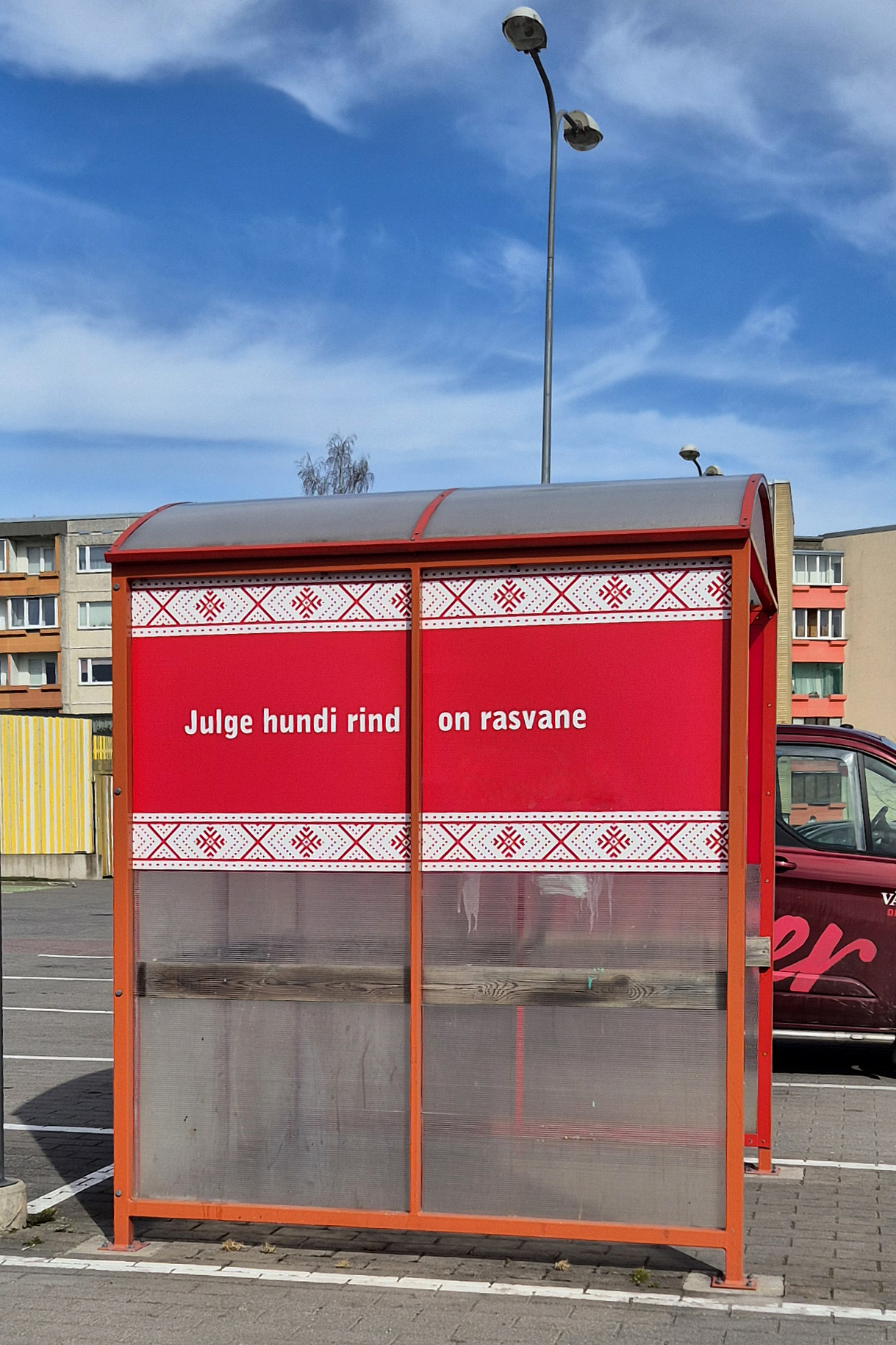
Один из лозунгов Selver на будке для торговых тележек: «У храброго волка грудь толстая»

| Магазин                | Местонахождение | Адрес                      | Торговая площадь, м² | Дата открытия |
| ---------------------- | --------------- | -------------------------- | -------------------- | ------------- |
| Balti jaama Selver ABC | Таллин          | Бульвар Тоомпуйестеэ 37    | 600                  | 29.11.2013    |
| Sepapaja Selver ABC    | Таллин          | Улица Сепапая 2            | 1000                 | 08.06.2017    |
| Kotka Selver ABC       | Таллин          | Улица Котка 12             | 500                  | 16.11.2017    |
| WOW Selver ABC         | Курессааре      | Улица Мерикотка 1          | 600                  | 09.07.2020    |
| Valdeku Selver ABC     | Таллин          | Бульвар Вабадузе 54B       | 200                  | 06.10.2020    |
| Liivalaia Selver ABC   | Таллин          | Улица Лийвалайа 7          | 200                  | 13.10.2020    |
| Laulasmaa Selver ABC   | Лауласмаа       | Улица Клоогаранна 26       | 500                  | 21.10.2020    |
| Kadrioru Selver ABC    | Таллин          | Нарвское шоссе 90          | 600                  | 28.10.2020    |
| Veskitammi Selver ABC  | Лаагри          | Улица Вескитамми 10        | 700                  | 04.11.2020    |
| Nõmme Selver ABC       | Таллин          | Улица Яама 2               | 600                  | 11.11.2020    |
| Ristiku Selver ABC     | Таллин          | Улица Теллискиви 24        | 300                  | 18.11.2020    |
| Kreutzwaldi Selver ABC | Таллин          | Улица Ф. Р. Крейцвальда 21 | 600                  | 26.11.2020    |
| Vana-Pärnu Selver ABC  | Пярну           | Хаапсалуское шоссе 41      | 800                  | 12.12.2020    |
| Oja Pärnu Selver ABC   | Пярну           | Улица Либлика 6            | 500                  | 06.01.2021    |
| Raatuse Selver ABC     | Тарту           | Улица Раатусе 20           | 500                  | 13.01.2021    |
| Ranna Selver ABC       | Пярну           | Улица Каруселли 91         | 200                  | 20.01.2021    |
| Ümera Selver ABC       | Тарту           | Рижское шоссе 79           | 300                  | 27.01.2021    |
| Rukkilille Selver ABC  | Тарту           | Улица Ф. Тугласа 14        | 300                  | 03.02.2021    |
| Laine Selver ABC       | Пярну           | Улица Май 4                | 400                  | 10.02.2021    |

### Продуктовые магазиныDelice
| Магазин         | Населённый пункт                 | Адрес             | Торговая площадь, м² | Дата открытия |
| --------------- | -------------------------------- | ----------------- | -------------------- | ------------- |
| Solarise Delice | Таллин, торговый центр «Solaris» | Бульвар Эстония 9 | 2280                 | 10.10.2009    |
| Viimsi Delice   | Посёлок Виймси                   | Улица Рандвере 6  | 1800                 | 06.08.2015    |

## Основные показатели
Торговый оборот:
| Год      | 2010  | 2013    | 2014    | 2015    | 2016    | 2017    | 2018    | 2019    | 2020    | 2021    | 2022    |
| -------- | ----- | ------- | ------- | ------- | ------- | ------- | ------- | ------- | ------- | ------- | ------- |
| Млн евро | 300,2 | ↗ 342,7 | ↗ 367,5 | ↗ 382,4 | ↗ 398,7 | ↗ 431,5 | ↗ 452,1 | ↗ 471,2 | ↗ 523,4 | ↗ 575,1 | ↗ 601,9 |

Прогноз величины торгового оборота за 2021 год: 595 168 372 евро.
Чистая прибыль:
| Год      | 2010 | 2015  | 2016   | 2017   | 2018   | 2019   | 2020   | 2021   | 2022  |
| -------- | ---- | ----- | ------ | ------ | ------ | ------ | ------ | ------ | ----- |
| Млн евро | 8,9  | ↘ 8,5 | ↗ 12,2 | ↗ 13,2 | ↗ 14,6 | ↗ 14,8 | ↘ 12,8 | ↗ 17,6 | ↘ 9,4 |

Средняя численность персонала, I квартал каждого года:
| Год        | 2015 | 2016   | 2017   | 2018   | 2019   | 2020   | 2021   | 2022   |
| ---------- | ---- | ------ | ------ | ------ | ------ | ------ | ------ | ------ |
| Работников | 2317 | ↗ 2442 | ↗ 2654 | ↗ 2823 | ↘ 2794 | ↗ 2848 | ↗ 3504 | ↘ 3215 |

Средняя брутто-зарплата одного работника в месяц:
| Год  | 2015 | 2016  | 2017  | 2018  | 2019  | 2020  | 2021  | 2022   |
| ---- | ---- | ----- | ----- | ----- | ----- | ----- | ----- | ------ |
| Евро | 779  | ↗ 858 | → 858 | ↘ 810 | ↗ 858 | ↗ 875 | ↗ 943 | ↗ 1008 |

## Selveri Köök
Дочернее предприятие Selver AS — Kulinaaria OÜ. Большинство выпускаемых им товаров носят торговую марку «Selveri Köök» (в переводе с эст. «Кухня Сельвера»). Крупнейшими клиентами фирмы являются магазины Selver, Таллинский универмаг и Тартуский универмаг. Предприятие также выполняет подрядные работы для предприятий общественного питания.
Размер производственных площадей предприятия составляет 3000 м². За сутки кухня готовит более 10 тонн еды, в праздничные дни, такие как католическое рождество и Янов день – более 14 тонн. В ассортименте выпускаемой продукции — 300 видов изделий.
Официальная дата основания предприятия — 21 июня 2012 года, опыт производственной деятельности — с 1999 года. По состоянию на 30 июня 2021 года численность работников составляла 287 человек. Среднемесячная зарплата одного работника в III квартале 2021 года составила 1315 евро. Прогноз торгового оборота на 2021 год ― 19 059 853 евро.